# 주유소 습격 사건 2
《주유소 습격 사건 2》는 시네마 서비스에서 제작된, 대한민국의 영화 주유소 습격 사건의 후속작이며, 감독은 전작과 마찬가지로 김상진이다. 같은 해에 뮤지컬로도 만들어졌다.

## 줄거리
노마크, 무대포, 페인트, 딴따라 등 네 명이 주유소를 습격한 이래 주유소는 하루도 털리지 않는 날이 없었다. 그 날 이후 매일같이 습격을 당해 골머리를 앓던 주유소 사장은 마침내 자신의 주유소를 털러 오는 놈들과 똑같은 부류의 사람들을 아르바이트로 채용하기에 이르렀다. 그 결과 주먹힘이라면 당할 자가 없다는 원펀치, 말보다 발차기가 훨씬 빠르다는 하이킥, 유도 고단자로 씨름선수인 들배지기, 그리고 공갈 협박의 달인인 야부리를 고용하게 되는데...

## 등장인물

### 주인공
- 원펀치 (지현우)

김치공장 사장의 아들로 권투를 익혀서 주먹이 굉장히 빠르다.
- 하이킥 (조한선)

전직 축구선수. 최고의 축구선수로 각광을 받았으나 뒷돈을 요구하는 감독탓에 축구를 그만두게 되었다.
- 들배지기 (문원주)

힘이 엄청나게 쎄지만 자신의 힘을 주체하지 못하는 바람에 사람들에게 구박을 당하다가 일당들과 만났다.
- 야부리 (정재훈)

공갈협박의 달인으로 위의 세 사람과는 달리 싸움을 하나도 못하지만 말빨로 사람을 제압하는 능력이 뛰어나다.
- 주유소 사장 (박영규)

### 주변 인물
- 나레이터 매니저 (권용운)
- 망치 (박상면)
- 명랑 (이현지)
- 짱돌 (백종민)
- 벌구 (탁트인)
- 버섯 (류재민)
- 이미도 (이미도)
- 나해리 (나해리)
- 이세미 (이세미)
- 이유미 (이유미)

### 그 외 인물
- 호송버스 운전 (이호연)
- 조중일보 홍 기자 (조덕현)
- 부흥 사장 (고인범)
- 폭주족 대장 (김윤성)
- 팔봉 (이명호)
- 폭주족 1 (황상경)
- 폭주족 2 (김정운)
- 폭주족 3 (김태훈)
- 폭주족 4 (이원구)
- 폭주족 5 (윤영균)
- 폭주족 6 (이정호)
- 교도관 (강승완)
- 망치파 1 (윤택상)
- 망치파 2 (양원석)
- 망치파 3 (정지호)
- 망치파 4 (장격수)
- 아줌마 (조영서)
- 중년 (손선근)
- 특공대 간부 1 (김찬이)
- 특공대 간부 2 (한성철)
- 주유소 손님 1 (조영민)
- 주유소 손님 2 (류경석)
- 주유소 손님 3 (박상욱)
- 주유소 손님 4 (이호욱)
- 들배지기 회상녀 1 (김한나)
- 들배지기 회상녀 2 (박지연)
- 들배지기 회상녀 3 (김도연)
- 원펀치 부 (박진영)
- 동향일보 기자 (이승로)
- 닭집 사장 (김대호)
- 인상 (유용주)
- 감독 (장항준)
- 조감독 (이철용)
- 현장 편집기사 (임경호)
- 자전거 남 (정찬석)
- 깜짝 남 (신승훈)
- 김치공장 직원 (정규영)
- 휠체어 도움녀 (이정임)
- 부식 테이블 제작부 (유승우)
- 축구부 감독 (김상진)
- 국가대표 축구부 코치 (한재훈)
- 국가대표 축구부 1 (이승학)
- 국가대표 축구부 2 (임현국)
- 팔봉파 1 (김민건)
- 태극1장 (이영식)
- 쌍절곤 (이민구)
- 명랑 부 (서진원)
- 원조교제 여고생 (이미소)
- 스크립터 (배선옥)
- 유조차 기사 (주석제)
- 땅굴 1 (신기섭)
- 땅굴 2 (강경덕)

### 우정출연
- 하레이 (김수로)
- 본인 (김선아)
- 진상 (이정헌)

### 특별출연
- 럭셔리 (이소정)

## 제작진
- 감독 : 김상진
- 조감독 : 임경호, 정찬석
- 연출부 : 신승훈, 정규영
- 기록 : 배선옥
- 각본 : 백상열
- 각색 : 오상민, 김희연, 백성기
- 촬영 : 김동천
- 촬영부 : 조성준, 박중권, 왕호상, 박경석, 한정희
- 조명 : 신학성
- 조명부 : 전병윤, 박지성, 김병욱, 김완식, 표유신, 양건
- 그립 : 민경만, 김택선, 이용대
- 키그립 : 박찬희
- 기획 : 이관수
- 투자총괄 : 권병균
- 프로듀서 : 이신범
- 제작실장 : 한재훈
- 제작부장 : 이승원, 유승우
- 제작 : 강우석
- 제작부 : 이성훈, 이정임, 조재혁
- 제작지원 : 김창훈, 이종영, 김한솔, 이민욱, 강성열, 이명훈
- 제작투자 : 이병혁
- 공동투자 : 박영규
- 제작관리부문 : 이성진, 박성혜, 김순영, 양순옥, 조은아
- 동시녹음 : 이상준
- 붐오퍼레이터 : 고동훈
- 붐어시스턴트 : 박재언, 박해경
- 음악 : 손무현
- 미술 : 홍승진
- 미술부 : 유용주, 조선경, 이호철, 최원영, 김현승
- 세트팀 : 김보관, 허준
- 작화팀 : 이광봉, 박규남
- 특수효과 : 정도안, 유영일
- 특수효과팀 : 이창섭, 김진규, 조경규, 임종혁
- 특수의상 : 설용근, 이윤정
- 분장 : 김진숙
- 분장팀 : 김민희, 김연진, 이승희
- 의상 : 채경화
- 현장편집 : 홍임수
- 편집 : 고임표
- 무술 : 신재명, 강풍
- 스토리보드 : 조영민
- 촬영B팀 : 이정인, 이성진, 이상우, 이상민, 방재환, 김재형, 박준수
- 카메라카 : 이재인, 최기훈
- 지미집 : 이재인, 문주천, 양영민
- 와이어캠 : 이응준, 이유형
- 스콜피오 : 이상조, 이학종
- 촬영장비 : 이석용
- 필름 : 양재승, 김동혁
- 조명B팀 : 이동규, 박남민, 정덕희, 권준령, 탁태희, 문용군
- 발전차 : 엄용흠, 김인수, 박정훈, 조일국
- 조명크레인 : 배세권
- 특수차량 : 오병현, 설대근, 문차종, 신홍삼, 유훈종, 오규태, 김범준, 남유성, BikeJoa 동호회, 김규훈, 정연찬
- 의상팀 : 이은주, 김진, 김지영, 김지혜
- 헤어디자인 : 장규
- 스턴트 : 김철준, 이상하, 정성호, 박영식, 안용우, 빈금학, 최광락, 이동민, 김명두, 송병철, 조명행, 송용호, 권회수, 신동필, 김용기, 윤석진, 김희운, 김승열, 한용한, 모상범, 신창수,
 민성주, 한대용, 서정주, 박병렬, 김원진, 홍의정, 서왕석, 최동헌, 장세준, 김길동, 전병기, 홍광석, 이제성, 김동식, 류명걸, 이재석, 신성욱, 김광호, 정윤헌, 전재형
- 편집팀 : 김명조, 고정표
- 시각효과부문 : 김욱, 양시은, 양일석, 제갈승, 최진호, 이경재, 하진아, 이상훈, 정현우, 정상현, 임배근, 오주환, 신준호, 엄운선, 강동혁, 정동현, 윤기현, 김성철, 이수정, 정기영, 이윤석,
 김고운, 송명희, 이영용, 노태우, 이미진, 전미소, 한해랑, 권우희, 이미승, 김광석, 김준호, 노민정, 박소현, 우수명, 한동수
- 음향부문 : 김영호, 박자영, 전율제, 안용재, 박기영, 황성식, 김재경, 이경환
- 음악부문 : 전종혁
- 현상부문 : 윤광병, 우순도, 정행숙, 서충환, 박지웅, 김동기, 권병규, 이재훈, 서동섭, 신상준, 조영호, 박지원, 인정권, 이천규, 김규성, 장원석, 김지훈, 이수영
- 디지털처리부문 : 임정훈, 이수영, 권보근, 서동원, 최길한, 이종은, 김재호, 김동권, 김범수, 김소연, 박혜리
- 촬영버스 : 우민호
- 캐스팅지원 : 박성일, 민양기, 봉명필
- 나레이터 안무지도 : 김창섭, 이혁주, 홍정민
- 배급부문 : 김동은, 이재필, 권민성, 이정은, 서현동, 김성은, 이용신, 김희전, 김윤정, 김대연, 채민경, 조창범, 김병인, 이영은, 정지현, 홍민영, 윤지혜, 정고은, 정누리, 테드 김, 김태연, 윤승용, 윤혜영, 정영성, 이홍대, 박지원, 최진미, 오혜령
- 예고편 : 이동근, 문종규, 이채훈, 김은정, 권진영, 황규연
- 홈페이지 : 박용준, 이상준, 허대성, 문상혁, 이선미
- 마케팅부문 : 최원형, 박혜정, 김도희, 이원우, 정성우, 박정은, 김형섭, 김선미, 염지선, 이승기, 김혜라, 이한나, 김혜린, 이정순, 김보경, 오지선, 이경민, 김찬희
- 급식 : 송휘운, 문청기
- 매니저부문 : 김병성, 이호형, 이동훈, 이승형, 배성은, 손보현, 손인철, 정재옥, 안보인, 김시대, 정미정, 김진형, 한겨울, 전호득, 강민수, 이동근, 유정식, 정윤호, 김영일, 김상현, 진보규
- 보조출연 : 황인성, 장석정, 송기오
- 연출지원 : 위득규
- 보험 : 정문구
- 로케이션지원 : 김종현, 양영주, 이완희, 이근철

## 관련영화사
| - 시네마서비스 (제공, 배급, 제작) - 라이프라인엔터테인먼트 (공동제공) - 한국수출보험공사, 하나은행, 에쓰오일(지원) - 감독의 집 (제작) - Wave Lab (동시녹음) - 파주 아트서비스 (세트제작) - 데몰리션 (특수효과) - Best Stunt Team (무술) - 워킹캠 (카메리카, 지미집) - YOU&I (와이어캠) - 서비스비젼 (스콜피오) - 캠플러스 (촬영장비) - 영화사랑 (그립장비) - 태창사 (필름) - 볼트, 통발전기, 온발전차 (발전차) - 금천크레인 (조명크레인) - 금호상사, 메탈자켓 (특수차량) - 메탈자켓 (특수의상) - 김청경퍼포머 (헤어디자인) - 고임표편집실 (편집팀) - DTI, 이오프레임, 동아방송예술대학 (시각효과부문) | - 씨네믹스, 제로사운드, 미디어큐브 (음향부문) - 유니버설뮤직, 쉘 뮤직 (음악부문) - 세방디지털랩 (현상부문) - 아트서비스 디지털 스튜디오 2L (디지털처리부문) - 한경 와우에셋 (보험) - 시네마 (촬영버스) - 영일만, 훼미리푸드 (급식) - 스토리무비 (보조출연) - 보람엔터테인먼트, A-BIZ, 부산영상위원회, 경기공연영상위원회, 서울영상위원회 (로케이션지원) - ST.BOX (스틸) - 스윙필름 (메이킹) - 빛나는 (광고디자인) - 아트 허브 테오 (광고사진) - 줌 (예고편) - 카인드인포 (홈페이지) - 대경토탈 (인쇄) - 이노기획, 아트서비스 (마케팅부문) - 파라마운트 뮤직, 마이네임이즈 엔터테인먼트, 스타쉽 엔터테인먼트, 태풍엔터테인먼트, 휴메인엔터테인먼트, 찬2 엔터테인먼트, 열음엔터테인먼트 (매니저부문) |

## 사운드 트랙
| #             | 제목                           | 가수           | 재생 시간 |
| ------------- | ------------------------------ | -------------- | --------- |
| 1.            | 〈Crazy (Tittle)〉             | 비스트         | 3:18      |
| 2.            | 〈Brand New Day〉              | 참다래         | 4:00      |
| 3.            | 〈오늘도 참는다 2010 강력3반〉 | 박영규         | 3:04      |
| 4.            | 〈고삐리 공격〉                | 손무현, 전종혁 | 0:35      |
| 5.            | 〈4인방〉                      | 손무현, 전종혁 | 1:27      |
| 6.            | 〈오디션〉                     | 손무현, 전종혁 | 1:33      |
| 7.            | 〈하이킥 Go〉                  | 손무현, 전종혁 | 0:36      |
| 8.            | 〈대가리 박아〉                | 손무현, 전종혁 | 0:56      |
| 9.            | 〈Map〉                        | 손무현, 전종혁 | 0:19      |
| 10.           | 〈회상1〉                      | 손무현, 전종혁 | 1:19      |
| 11.           | 〈호송차 등장〉                | 손무현, 전종혁 | 1:22      |
| 12.           | 〈호송차 Theme〉               | 손무현, 전종혁 | 1:21      |
| 13.           | 〈회상2〉                      | 손무현, 전종혁 | 1:36      |
| 14.           | 〈망치의 결단〉                | 손무현, 전종혁 | 0:30      |
| 15.           | 〈매니저 VS 원펀치〉           | 손무현, 전종혁 | 1:35      |
| 16.           | 〈주유소 전쟁〉                | 손무현, 전종혁 | 0:58      |
| 17.           | 〈하이킥 선재 공격〉           | 손무현, 전종혁 | 1:00      |
| 18.           | 〈경찰 특공대〉                | 손무현, 전종혁 | 1:09      |
| 19.           | 〈Final Countdown〉            | 손무현, 전종혁 | 0:40      |
| 20.           | 〈Good Bye〉                   | 손무현, 전종혁 | 0:39      |
| 총 재생 시간: | 총 재생 시간:                  | 총 재생 시간:  | 60:14     |

## 같이 보기
- 《주유소 습격 사건》